# Silkerode
Silkerode is een dorp in de Duitse deelstaat Thüringen. Het maakt deel uit van de landgemeente Sonnenstein in de Landkreis Eichsfeld. Tot 1 december 2011 was het dorp een zelfstandige gemeente.